# Arthur M. Schlesinger, Sr.
Arthur Meier Schlesinger, Sr. (* 27. Februar 1888 in Xenia, Ohio; † 30. Oktober 1965 in Boston, Massachusetts) war ein US-amerikanischer Historiker. Er gilt als Pionier der geschichtswissenschaftlichen Teilgebiete der Sozialgeschichte und Stadtgeschichte und wichtiger Denker des Progressive Movements.

## Leben
Schlesingers Vater, Bernhard Schlesinger, war ein preußischer Jude, seine Mutter Kate Feurle war eine Katholikin aus Österreich. Sie konvertierten beide zum Protestantismus und emigrierten im Jahr 1872 in die USA, wo sie sich in Xenia im Bundesstaat Ohio ansiedelten.
Arthur M. Schlesinger, Sr. kam in Xenia zur Welt. Er studierte an der Ohio State University, an der er 1910 seinen Abschluss machte. Er machte seinen Ph.D. in Geschichtswissenschaften an der Columbia University, wo er von Herbert L. Osgood und Charles A. Beard beeinflusst wurde. Danach arbeitete er als Professor an der Ohio State University und der University of Iowa, bevor er im Jahr 1924 eine Professorenstelle an der Harvard University erhielt. 1928 wurde er in die American Academy of Arts and Sciences und 1941 in die American Philosophical Society gewählt. Drei Jahrzehnte lang unterrichtete Schlesinger an der Harvard University bis zu seiner Emeritierung im Jahr 1954.
Schlesinger heiratete 1914 seine frühere Kommilitonin Elizabeth Bancroft (1886–1977), die später selbst als Historikerin auf dem Gebiet der Frauengeschichte aktiv war. Das Ehepaar hatte zwei Söhne; einer der beiden, Arthur (1917–2007), wurde ebenfalls ein namhafter Historiker.

## Ideen
Schlesinger war ein Pionier der geschichtswissenschaftlichen Gebiete der Sozialgeschichte und Stadtgeschichte. Er hob materielle Ursachen (wie ökonomisches Profitstreben oder Konflikte zwischen Industrie und Bauernschaft) als Triebfedern für geschichtliche Veränderung hervor, während er Ideen und Ideologien eine geringe Bedeutung beimaß. Er war Doktorvater für Ph.D.-Dissertationen an der Harvard University. Durch diese Funktion, die er drei Jahrzehnte bekleidete, übte er großen Einfluss aus, insbesondere in den Teilgebieten der Sozial-, Frauen- und Einwanderungsgeschichte.
Als Pionier der Sozialgeschichte war für ihn der Fokus der Geschichtswissenschaft auf Politik und politische Klassen, wie sie zu Beginn seiner akademischen Laufbahn vorherrschte, ein Missstand. 1922 kommentierte er missbilligend: „Wenn man die Geschichte aus den Lehrbüchern liest, könnte man annehmen, dass die Hälfte unserer Bevölkerung nur einen unbedeutenden Beitrag für die Geschichte leisten würde.“ Um diesem Eindruck entgegenzuwirken, gab er zusammen mit Dixon Ryan Fox die 13 Bände umfassende History of American Life-Reihe heraus, eins der ersten Werke mit einem sozialgeschichtlichen Schwerpunkt. Diese Bände, die von jungen Geschichtswissenschaftlern verfasst wurden, mieden Themen wie Politik und die Geschichte der Verfassung und befassten sich stattdessen mit Themen wie Hausbau, Mode, Sport, Bildungswesen und dem kulturellen Leben.

## Ausgewählte Werke
- 1918: The Colonial Merchants and the American Revolution, 1763–1776, Columbia University Press, New York. online
- 1922: New Viewpoints in American History, The Macmillan Company, New York. online
- 1933: The Rise of the City, 1878–1898, The Macmillan Company, New York.
- 1946 Learning How to Behave: A Historical Study of American Etiquette Books, The Macmillan Company, New York.
- 1958:  Prelude to Independence: The Newspaper War on Britain, 1764–1776, Alfred A. Knopf, New York.
- 1963: In Retrospect: The History of a Historian, Harcourt, Brace & World, New York. (Autobiographie)
- 1968: Birth of the Nation: A Portrait of the American People on the Eve of Independence, Alfred A. Knopf, New York.